# Sathrophylliopsis
Sathrophylliopsis is een geslacht van rechtvleugeligen uit de familie sabelsprinkhanen (Tettigoniidae). De wetenschappelijke naam van dit geslacht is voor het eerst geldig gepubliceerd in 1939 door de Jong.

## Soorten
Het geslacht Sathrophylliopsis omvat de volgende soorten:
- Sathrophylliopsis longepilosa Brunner von Wattenwyl, 1895
- Sathrophylliopsis truncatipennis Beier, 1944